# 波苏季奇农村居民点
波苏季奇农村居民点（俄语：Посудичское сельское поселение）是俄罗斯联邦布良斯克州波加尔区所属的一个农村居民点。其下辖有7个居民点，行政中心为波苏季奇。据2015年统计，该农村居民点的人口为1261人。